# Del Shannon
Del Shannon, geboren als Charles Weedon Westover (Coopersville (Michigan), 30 december 1934 – Santa Clarita (Californië), 8 februari 1990), was een Amerikaans rock-'n-rollzanger.

## Loopbaan
Shannon verwierf grote bekendheid met zijn hit Runaway in 1961. Na enkele platen nam zijn populariteit in Amerika af maar in Engeland was Shannon een sensatie. In 1964 was hij de eerste artiest die een nummer van The Beatles coverde: From me to you.
In de jaren 70 ging het slechter met zijn carrière en eind jaren 80 werkte hij aan een comebackalbum, samen met Jeff Lynne van Electric Light Orchestra. Er was ook even sprake van dat Shannon Roy Orbison na diens onverwachte dood zou opvolgen in The Traveling Wilburys maar begin februari 1990 schoot Shannon zichzelf door het hoofd. Zijn vrouw vermoedde dat zijn dood verband hield met zijn recente gebruik van het antidepressivum Prozac. De plaat werd na zijn dood alsnog uitgebracht onder de titel Rock On.
Sinds 1999 is Shannon opgenomen in de Rock and Roll Hall of Fame.

## Discografie

### Singles
| Single met eventuele hitnotering(en) in de Nederlandse Top 40 | Datum van verschijnen | Datum van binnenkomst | Hoogste positie | Aantal weken | Opmerkingen |
| ------------------------------------------------------------- | --------------------- | --------------------- | --------------- | ------------ | ----------- |
| Runaway                                                       | 1961                  |                       |                 |              |             |
| Keep searchin'                                                | 1965                  | 20-2-1965             | 16              | 6            |             |

### NPO Radio 2 Top 2000
| Nummer met noteringen in de NPO Radio 2 Top 2000 | '99 | '00 | '01  | '02  | '03  | '04  | '05  | '06  | '07 | '08  |
| ------------------------------------------------ | --- | --- | ---- | ---- | ---- | ---- | ---- | ---- | --- | ---- |
| Runaway                                          | 667 | 731 | 1206 | 1368 | 1003 | 1566 | 1466 | 1640 | 956 | 1252 |

1. ↑  Een vetgedrukt getal geeft de hoogste notering aan.
2. ↑  Deze tabel is bijgewerkt tot en met de laatste editie (2024).